# 戈尔杰耶夫卡农村居民点
戈尔杰耶夫卡农村居民点（俄语：Гордеевское сельское поселение）是俄罗斯联邦布良斯克州戈尔杰耶夫卡区所属的一个农村居民点。其下辖有9个居民点，行政中心为戈尔杰耶。据2015年统计，该农村居民点的人口为3587人。